# Стаутсвил (Мисури)
Стаутсвил (енгл. Stoutsville) град је у америчкој савезној држави Мисури.

## Демографија
По попису из 2010. године број становника је 36, што је 8 (-18,2%) становника мање него 2000. године.
| Група             | 2000.      | 2010.      |
| Белци             | 42 (95,5%) | 33 (91,7%) |
| Афроамериканци    | 0 (0,0%)   | 0 (0,0%)   |
| Азијати           | 0 (0,0%)   | 0 (0,0%)   |
| Хиспаноамериканци | 0 (0,0%)   | 1 (2,8%)   |
| Укупно            | 44         | 36         |